# Hermelino Neder
Hermelino Neder (Ourinhos) é um professor de música, compositor e arranjador brasileiro, ligado ao movimento cultural Vanguarda Paulista. Foi colunista da Folha Online (Diário, Depressão e Fama) entre 2005 e 2006.

## História
Formado pela Escola de Comunicação e Artes da USP, Neder possui um doutorado em Comunicação e Semiótica pela PUC-SP. Na década de 1980, formou o grupo Hermelino e a Football Music.
Compôs várias trilhas sonoras, dentre elas as dos filmes Perfume de Gardênia, A Hora Mágica, Onde Andará Dulce Veiga? e A Dama do Cine Shanghai — pelo qual levou o prêmio de melhor trilha sonora no Festival de Gramado.
Teve várias músicas gravadas por Arrigo Barnabé, Suzana Salles e Cássia Eller.